# ضربة قبضة

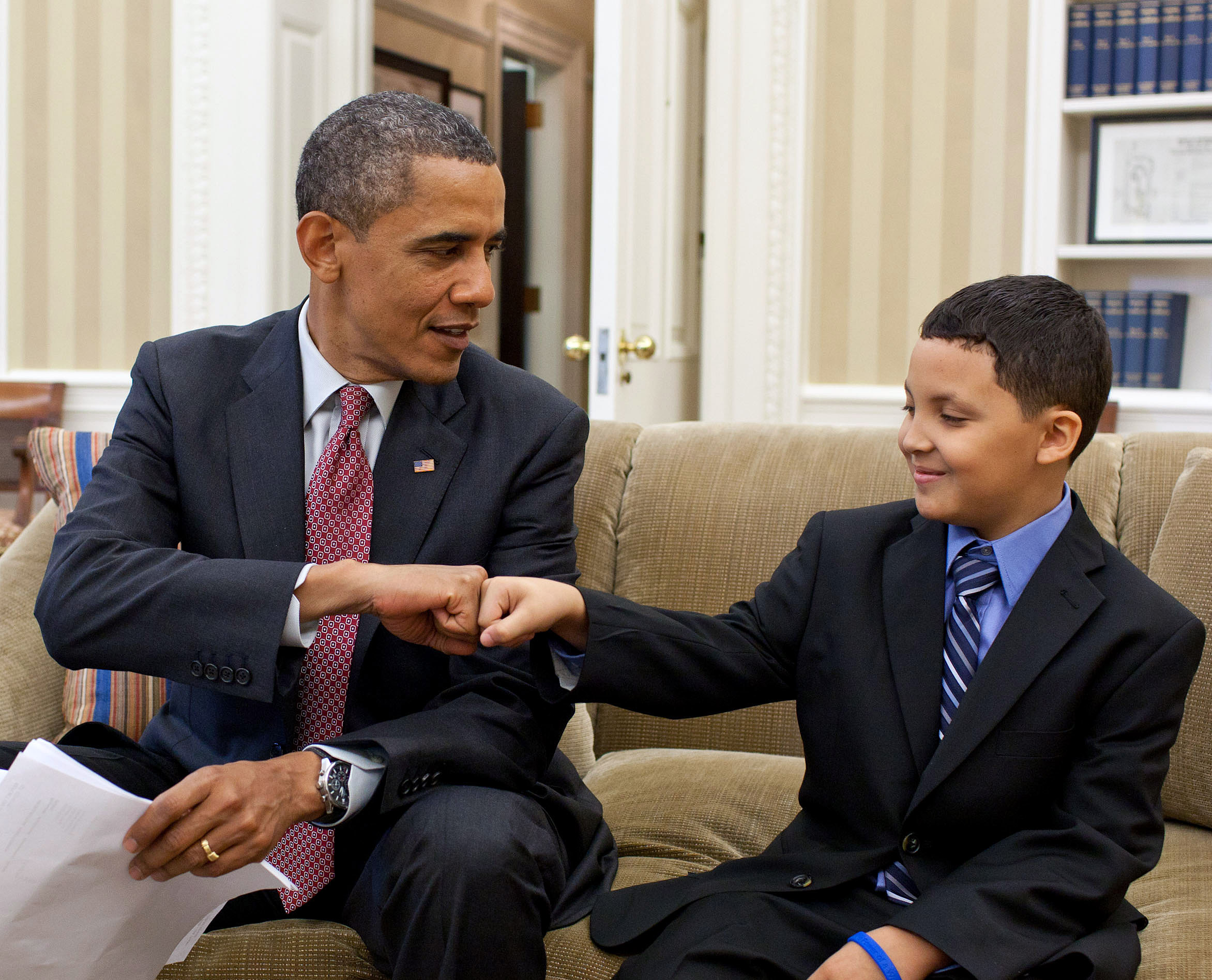
الرئيس الأمريكي باراك أوباما يصافح طفل باستخدام ضربة القبضة

ضربة القبضة أو تلامس القبضة (بالإنجليزية: fist bump,fist touch)‏ هي حركة يد تحمل في معاناها الرمزي المصافحة بالأيدي، كما أنها أحيانا تكون رمز يدل علي الإحترام، ويمكن أن تحدث بصورة مفردة أو يصاحبها عدد من الحركات الأخري.
غالبا ما تستخدم ضربة القبضة في رياضة البيسبول والهوكي كنوع من أنواع الاحتفال بأحد أعضاء الفريق، كما تستخدم مع أعضاء الفريق الآخر في نهاية المباراة.